# Uilenberg SK
Uilenberg SK was een Belgische voetbalclub uit Herenthout. De club sloot in 1946 aan bij de KBVB met stamnummer 4439.
In 1953 nam de club ontslag uit de KBVB.

## Geschiedenis
De club werd in mei 1946 lid van de KBVB.
Uilenberg SK nam meteen deel aan de competitie in 1946-1947 in de onderste reeks van de Antwerpse provinciale afdelingen, men zou nooit hoger spelen.
De club eindigde telkens in de onderste regionen van de klassering en een twaalfde plaats in 1949-1950 was de hoogste eindklassering die men ooit bereikte.
Men speelde eerst op het Vliegplein, maar naderhand verhuisde men naar Schuddeboske. De club nam ontslag uit de KBVB in 1953. Ongeregeldheden bij een wedstrijd betekenden het einde van de club.  